# Freshmile
 (octobre 2023).
Freshmile est un opérateur de mobilité et opérateur d'infrastructures pour bornes de recharge (IRVE) destinées aux véhicules électriques. Fondée en 2010 par Arnaud Mora sous le nom de Freshmile, l'entreprise basée à Entzheim, près de Strasbourg, est le leader français de son activité. Elle supervise environ 35 000 points de charge en France, représentant 20% de la recharge publique en France pour 300 000  utilisateurs. En 2023 le réseau dispose d'environ 330 000 points de charge à travers l'Europe.
Pionnière de l'interopérabilité, Freshmile s'investit pour l'adoption généralisée du protocole OCPI, qui permet une communication optimisée entre les opérateurs de mobilité et les opérateurs d'infrastructures.
L'un des objectifs de l'entreprise est d'équiper la ville de Strasbourg d'environ 1000 bornes de recharge d'ici 2035, en prenant en compte la puissance des bornes pour assurer un maillage intelligent du territoire concerné.                           
En 2016, Freshmile Services est créé, alliant Freshmile et la Caisse des Dépôts, institution financière gouvernementale. L'entreprise est rachetée en 2021 par Rexel, spécialiste français en distribution de matériel électrique. Freshmile garde son nom, et continue son activité de mise à disposition de bornes et de pass de recharge.